# デビッド・トムズ
デビッド・トムズ（David Toms, 1967年1月4日 - ）は、アメリカ・ルイジアナ州モンロー出身の男子プロゴルファー。2001年の全米プロゴルフ選手権優勝者である。これまでにアメリカPGAツアーで13勝を挙げる。世界ランキング自己最高位は5位。
ルイジアナ州立大学を卒業後、1989年にプロ入り。1992年からPGAツアーに参戦を開始し、1997年の「クワッド・シティ・クラシック」でツアー初優勝。2001年の全米プロゴルフ選手権でメジャー初優勝を達成した時、第3ラウンドの最終組を日本の片山晋呉選手と一緒に回った。トムズが15番ホール（パー3）でホールインワンを決めると、最終18番ホールで片山の第2打が“水切りショット”の奇跡を起こし、この最終組が大会3日目を大いに盛り上げた。片山は結局4位タイで終わったが、かぶっていた帽子から「カウボーイ・シンゴ」という愛称で呼ばれ、アメリカでも一躍人気者になる。その片山の活躍を引き出したのがトムズだった。
2002年12月、メキシコで開催された世界ゴルフ選手権の「EMCワールドカップ」にフィル・ミケルソンとコンビを組んで出場する。丸山茂樹と伊沢利光のコンビによる日本チームと優勝争いを繰り広げたが、最終日の18番ホールで、フォアサム（2人組の選手が、交互にボールを打ち合う競技方式）の第2打をトムズがミスしてしまう。（すなわち、ミケルソンが打った第1打を、続いてトムズが打つことになる。）これで日本チームは45年ぶりのワールドカップ制覇を決め、伊沢と丸山は“世界一”の名誉を日本にもたらした。
2003年のシーズンオフに受けた左手首の手術を克服し、2005年2月最終週の世界ゴルフ選手権第1戦「アクセンチュア・マッチプレー選手権」で初優勝を飾る。この大会では、2年前の2003年に決勝でタイガー・ウッズに敗れた準優勝があったが、2年ぶり2度目の決勝戦でクリス・ディマルコを 6 アンド 5 の大差で下した。アクセンチュア・マッチプレー選手権では上位進出の常連選手のひとりで、“マッチプレー巧者”としても知られる。2006年は1月第2週の「ソニーオープン・イン・ハワイ」で優勝した。
日本のトーナメントでは、中日クラウンズに出場したことがある。

## プロ優勝 (17)

### PGAツアー優勝 (13)
| Legend               |
| メジャー大会 (1)     |
| 世界ゴルフ選手権 (1) |
| Other PGA Tour (11)  |

| No. | Date          | Tournament                                             | 優勝スコア              | 打差    | 2位(タイ)                                |
| --- | ------------- | ------------------------------------------------------ | ----------------------- | ------- | ---------------------------------------- |
| 1   | 1997年7月13日 | Quad City Classic                                      | −15 (67-66-67-65=265)   | 3打差   | ブランデル・チャンブリー                 |
| 2   | 1999年8月22日 | スプリント・インターナショナル                         | 47 pts. (16-13-10-8=47) | 3打差   | デビッド・デュバル                       |
| 3   | 1999年10月3日 | ビュイック・チャレンジ                                 | −17 (68-66-66-71=271)   | 3打差   | スチュアート・アップルビー               |
| 4   | 2000年10月8日 | ミケロブ選手権                                         | −13 (68-70-67-66=271)   | Playoff | マイク・ウェア                           |
| 5   | 2001年5月6日  | Compaq Classic of New Orleans                          | −22 (66-63-64=266)      | 2打差   | フィル・ミケルソン                       |
| 6   | 2001年8月19日 | 全米プロゴルフ選手権                                   | −15 (66-65-65-69=265)   | 1打差   | フィル・ミケルソン                       |
| 7   | 2001年10月7日 | ミケロブ選手権                                         | −15 (64-70-67-68=269)   | 1打差   | カーク・トリプレット                     |
| 8   | 2003年5月11日 | ワコビア選手権                                         | −10 (70-69-66-73=278)   | 2打差   | ロバート・ガメス                         |
| 9   | 2003年7月29日 | フェデックス・セントジュード・クラシック               | −20 (68-67-65-64=264)   | 3打差   | ニック・プライス                         |
| 10  | 2004年5月30日 | フェデックス・セントジュード・クラシック               | −16 (67-63-65-73=268)   | 6打差   | ボブ・エステス                           |
| 11  | 2005年2月27日 | アクセンチュア・マッチプレー選手権                     | 6 & 5                   | 6 & 5   | クリス・ディマルコ                       |
| 12  | 2006年1月15日 | ソニーオープン・イン・ハワイ                           | −19 (66-69-61-69=261)   | 5打差   | チャド・キャンベル, ロリー・サバティーニ |
| 13  | 2011年5月22日 | クラウンプラザ・インビテーショナル・アット・コロニアル | −15 (62-62-74-67=265)   | 1打差   | チャーリー・ウィ                         |

### ナイキツアー (2)
| No. | Date         | Tournament                      | 優勝スコア            | 打差    | 2位            |
| --- | ------------ | ------------------------------- | --------------------- | ------- | -------------- |
| 1   | May 28, 1995 | NIKE Greater Greenville Classic | −21 (67-66-68-66=267) | Playoff | トム・シェラー |
| 2   | Jul 20, 1995 | NIKE Wichita Open               | −19 (67-67-68-67=269) | Playoff | E.J.フィスター |

### その他 (2)
- 1999 ハッサン2世ゴルフ・トロフィー
- 2009 CVSケアマーク・チャリティ・クラシック (with ニック・プライス)